# Ludwig Karničar
Ludwig Karničar, auch Ludvik Karničar (* 23. August 1949 in Ebriach/Obirsko, Kärnten), ist ein österreichischer Slawist, Slowenist, Dialektologe und Lexikograph. Bis 2014 lehrte und forschte er am Institut für Slawistik der Karl-Franzens-Universität Graz. Er ist Kärntner Slowene.

## Leben und Wirken
Nach der zweisprachigen Volksschule Ebriach/Obirsko besuchte er das Bundesgymnasium für Slowenen in Klagenfurt, wo er 1968 mit Auszeichnung maturierte. 1966/67 verbrachte er mit dem American Field Service an der High School in Sherrill, N.Y. Nach Ableisten des Präsenzdienstes schrieb er sich an der KFU Graz ein und widmete sich der Slawistik, der Südosteuropäischen Geschichte und dem Dolmetschstudium (1975 Sponsion zum Mag.phil: Dolmetsch Russisch). 1973/74 studierte er mit einem Jahresstipendium am Institut für Russisch-Lehrer an der Lomonosov-Universität in Moskau und von 1977 bis 1978 an der Universität Ljubljana, wo er bei Jože Toporišič die Dissertation Der Obirdialekt in Kärnten fertigstellte und 1979 in Graz promovierte. Nach der Promotion folgten eine halbtägige Anstellung im Rahmen des Langzeitprojektes Lexikalische Inventarisierung der slowenischen Volkssprache in Kärnten unter der Leitung von Stanislaus Hafner und Erich Prunč sowie Lehraufträge für Slowenisch an der Slawistik und am Institut für Übersetzer- und Dolmetscherausbildung. Von 1980 bis 1995 wirkte er auch als Konsekutiv- und Simultandolmetscher im Auftrag öffentlicher Dienststellen. Vorträge hielt er in Österreich, Slowenien, Italien und Tschechien.
2001 habilitierte er sich kumulativ unter dem Titel Studien zur slowenischen Dialektologie und Lexikographie (Venia legendi für Slawische Sprachwissenschaft). Als Kulturschaffender wirkte er im Ausschuss des international bedeutenden Slowenischen Wissenschaftlichen Instituts in Wien (von 2008 bis zur Schließung 2014) und im örtlichen slowenischen Kulturverein (Obirsko pevsko društvo) in Kärnten. In Graz organisierte er Symposien zum Thema der vorbildlichen steirischen und innerösterreichischen Metropole Graz, in erster Linie der Universität und der Slawistik sowie ihrer Bedeutung für die Entstehung des slowenischen Nationalbewusstseins im 19. Jhdt. Für den Inhaber der weltweit ältesten slowenischen Lehrkanzel (1811 in Graz), den Dichter, Lehrer und Juristen J. N. Primic, organisierte er 2001 an der Fassade der Jesuitenuniversität eine zweisprachige Gedenktafel. Für den Ethnographen, Linguisten und Redakteur der slowenischen Ausgabe des österreichischen Reichsgesetzblattes Prof. Karl Štrekelj (* 1859 Gorjansko bei Komen im Karst; † 1912 Graz, Friedhof St. Leonhard) sowie für den in Graz wirkenden Chirurgen und Komponisten Benjamin Ipavec (* 1829 Šentjur bei Cilli; † 1908 Graz, Stadtfriedhof St. Peter), der als „slowenischer Schubert“ bezeichnet wird, ließ er ein Ehrengrab errichten.

## Publikationen

### Bücher, Wörterbücher
- 1987: [Gem. mit Erich Prunč] Materialien zur Geschichte der Slawistik in der Steiermark. Graz. Institut für Slawistik der Universität Graz. Österreichisches Ost- und Südosteuropainstitut. Wien (=Slowenistsche Forschungsberichte 2).
- 1989: [Gem. mit Paul Apovnik] Wörterbuch der Rechts- und Wirtschaftssprache. Slovar pravnega in ekonomskega jezika. Bd. 1, deutsch-slowenisch/nemško-slovenski. Wien, Manz-Verlag.
- 1990: Der Obir-Dialekt in Kärnten. Die Mundart von Ebriach/Obirsko im Vergleich mit den Nachbarmundarten von Zell/Sele und Trögern/Korte. Wien (ÖAW, Philosophisch-historische Klasse, Sitzungsberichte, Bd. 551).
- 1996: [Gem. mit Paul Apovnik] Wörterbuch der Rechts- und Wirtschaftssprache. Slovar pravnega in ekonomskega jezika. Bd 2, slowenisch-deutsch / slovensko-nemški. Wien, Manz-Verlag.
- 1982–2012: [Hrsg. Stanislaus Hafner und Erich Prunč] Thesaurus der slowenischen Volkssprache in Kärnten. Bd. 1, A – B (1982), Bd. 2, C – dn (1987), Bd. 3. Do – F (1992), Bd. 4, G – H  (1992), Bd. 5 (I – Ka (2007), Bd. 6, kd – kv (2009) und Bd. 7 L – mi (2012). Ab Band 5 Hauptredaktion. Wien. Österreichische Akademie der Wissenschaften.
- 1999: Deutsch-windisches Wörterbuch mit einer Sammlung der verdeutschten windischen Stammwörter, und einiger vorzüglichern abstammenden Wörter von Oswald Gutsmann, Klagenfurt 1789, auf Slowenisch-Deutsch umgekehrt und bearbeitet, Graz (=Slowenistische Forschungsberichte 3).
- 2011: [Gem. mit Vincenc Rajšp] Graz und Slowenen / Gradec in Slovenci. Sammelband zum gleichnamigen Symposium vom 20.–21. Mai 2010 an der KFU Graz. Wien, Slovenski znanstveni inštitut na Dunaju. Ljubljana, založba ZRC SAZU).
- 2014: [Gem. mit Andreas Leben] Slowenen und Graz / Gradec in Slovenci. Monographie zur internationalen Tagung vom 27. Februar – 1. März 2014 an der KFU Graz. Institut für Slawistik, Graz (=Slowenistische Forschungsberichte 4).
- 2018: [Gem. mit Andrejka Žejn] Alfabetarij k Tezavru slovenskega ljudskega jezika na Koroškem. Slovenska akademija znanosti in umetnosti. Ljubljana.

### Artikel, andere Beiträge (Auswahl)
- 1993: Karničar, Ludwig. Die Tierwelt in der Phraseologie der Kärntner slowenischen Mundarten. In: Anzeiger für Slavische Philologie 21. Graz, 19–43.
- 1994: Karničar, Ludvik. Koroška narečja kot most do slovenskega knjižnega jezika. In: Jezik in slovstvo, XXXIX, 6, 219–228.
- 1007: Karničar, Ludvik. Trajni sledovi v avstrijski slavistiki. 80-letnica univerzitetnega profesorja dr. Stanislava Hafnerja. In: Nedelja, Celovec/Klagenfurt, 26. Januar 1997, 5.
- 1999: Karničar, Ludwig. Oswald Gutsmann: Deutsch-slowenisches Wörterbuch 1789 und seine Umkehrung auf Slowenisch-Deutsch. In: Anzeiger für Slavische Philologie 27. Graz, 133–153.
- 2001: Karničar, Ludvik. Tomaž Holmar: O dobrih pastirjih in jeznih prerokih, in: Tomaž Holmar. KKZ. Celovec, 18–21.
- 2005: Karničar, Ljudvig. Zapadnoslavjanskie i slovensko-karintijskie izoleksy. In: Rossica olomucensia XLIII. Olomouc, 67–75.
- 2006: Karničar, Ludvik. Bil je simfonična osebnost. Profesor dr. Stanislav Hafner. In: Nedelja, Celovec/Klagenfurt 17. Dezember 2006, 7.
- 2007: Karničar, Ludwig. Diatopische Synonyme für die Kartoffel in den Kärntner slowenischen Dialekten. In: Peter Deutschmann (Hrsg.): Kritik und Phrase. Festschrift für Wolfgang Eismann zum 65. Geburtstag. Wien, Präsens, 553–565.
- 2008: Karničar, Ludvik. Fonetično zapisovanje narečnih etnoloških besedil. Traditiones (Ljubljana), IIIVII, 1, 155–167.
- 2009: Karničar, Ludwig. Koroška narečja in Urban Jarnik kot začetnik slovenskega narečjeslovja. In: Gernot Hebenstreit (Hrsg.): Grenzen erfahren – sichtbar machen – überschreiten. Festschrift für Erich Prunč zum 60. Geburtstag. Frankfurt am Main u. a.; Peter Lang, 67–82.
- 2009: Karničar, Ludvik. 855 let cerkve na Obirskem (1154–2009). Obirsko pevsko društvo in farni svet. Barvna brošura / Farbbroschüre zum 855. Jahrestag der Kirche in Ebriach/Obirsko. Ljubljana, Salve. 65 Seiten.
- 2014: Karničar, Ludwig. Forschungsanfänge der Grazer Slowenistik. In: L. Karničar und A. Leben (Hrsg.): Slowenen und Graz / Gradec in Slovenci. Monographie zur internationalen Tagung vom 27. Februar – 1. März 2014 an der KFU Graz (= Slowenistische Forschungsberichte 4), 267–285.
- 2016: Karničar, Ludvik. Nekaj spominov na „osamsvojitelja“ knjižne slovenščine. In: Toporišičevo leto. Maribor, Zora 115, 53–60.
- 2018: Karničar, Ludwig. Zur Geschichte der slowenischen Dialektforschung in Österreich. Das Projekt ‚Lexikalische Inventarisierung der slowenischen Volkssprache in Kärnten‘. In: Anzeiger für Slavische Philologie 45. Graz, 41–65.
- 2018: Karničar, Ludvik. Osvežitev spomina na znamenite Slovence v Gradcu. In: Slavia Centralis XI, 1, 85–102.
- 2018: Karničar, Ludvik. Erich Prunč (1941–2018) – Kulturnik in znanstvenik z izjemnim pomenom za koroške Slovence. In: Novice, Celovec/Klagenfurt, 8. Juni 2018, 2–3.

## Auszeichnungen
- 2017: Red za zasluge / Verdienstorden des Präsidenten der Republik Slowenien Borut Pahor
- 2017: Štrekljeva nagrada občine Komen / Štrekelj-Preis der Gemeinde Komen
- 2017: Korresp. Mitglied der Slowenischen Akademie der Wissenschaften und Künste